# Alejandro Lembo
Daniel Alejandro Lembo Betancor (Montevideo, 1978. február 15. –) uruguayi válogatott labdarúgókapus.

## Pályafutása

### Klubcsapatban
Montevideóban született. 1997-ben a Bella Vistában kezdte a pályafutását, ahol két évet töltött. 2000-ben Olaszországba szerződött a Parma csapatához, de nem lépett pályára egyetlen mérkőzésen sem. 2000-től 2003-ig a Nacional játékosa volt, melynek tagjaként 2001-ben és 2002-ben bajnoki címet szerzett. 2003 és 2007 között a Real Betist erősítette és 2005-ben megnyerte a spanyol labdarúgókupát. 2007-ben hazatért Uruguayba a Danubióhoz, ahol egy évig játszott. 2008 és 2009 között a görög Árisz labdarúgója volt. 2009-től 2011-ig ismét a Nacionalban játszott és 2011-ben bajnoki címet szerzett. 2011 és 2012 között Argentínában a Belgranóban szerepelt. 2013-ban a Nacionalban fejezte be a pályafutását.  

### A válogatottban
1999 és 2004 között 39 mérkőzésen szerepelt az uruguayi válogatottban és 2 gólt szerzett. Részt vett az 1999-es Copa Américán és a 2002-es világbajnokságon, ahol a Franciaország és a Szenegál elleni csoportmérkőzésén kezdőként lépett pályára.

## Sikerei, díjai
Nacional
- Uruguayi bajnok (3): 2001, 2002, 2010–11

Real Betis
- Spanyol kupagyőztes (1): 2004–05

Uruguay
- Copa América ezüstérmes (1): 1999